# Abscisión
Abscisión (del latín abscissĭo, -ōnis, cortadura, mutilación) es la separación de una parte de un cuerpo cualquiera. Es un término usado habitualmente en botánica para el proceso por el cual una planta pierde una o más partes de su estructura, como pueden ser la hoja, un fruto, una flor o una semilla.
La abscisión se puede dar con la cosecha de los frutos, las podas control mecánico y también por la fertilización retrógrada en algunos campos no tecnificados que consiste en excavar a los lados de las plantas causando mutilaciones a las raíces de estas.
La abscisión de una parte de una planta se produce para desechar un órgano que ya no es necesario, como puede ser una hoja en otoño, o el perianto de la flor luego de la fertilización. La mayoría de plantas caducifolias dejan caer sus hojas por abscisión antes del invierno, mientras que las perennes lo hacen continuamente durante todo el año. Otra forma de abscisión es la caída de los frutos. 
Muchas plantas, pueden presentar la caída de la hoja, la flor o el fruto, en caso de sequía prolongada para reducir la evaporación de agua. En estos casos, la planta suele tener un tronco o ramaje con partes fotosintéticas (como en el caso de la Parkinsonia praecox o la Geoffroea decorticans), ya que al hacer fotosíntesis por el tronco o el ramaje, la planta evapora mucha menos agua o no evapora agua.